# P.S. I lo...
P.S. I lo... es el 20.º episodio de la serie de televisión norteamericana Gilmore Girls.

## Resumen del episodio
Luke no encuentra el regalo perfecto para Rachel por su cumpleaños, y Lorelai hace todas las compras por él. Rory descubre que Dean no trabaja los miércoles en Doose's, y así puede entrar en el supermercado; sin embargo, al descubrir que Dean y Lane son compañeros de un grupo de estudio se vuelve a poner triste por su rompimiento con Dean. Max le habla sobre lo difícil que es un rompimiento, y ella se entera de que él y Lorelai están volviendo a salir. Rory se pelea con su madre y luego se va a la casa de sus abuelos. Lorelai está muy desesperada pues no encuentra a Rory, hasta que recibe la llamada de Emily, quien le informa que Rory está bien y pasará la noche con ellos. Al día siguiente, Lorelai encara a Dean, pero grande es su sorpresa al enterarse de que él terminó con ella pues no le dio la respuesta tan esperada por él. Lorelai va a casa de sus padres, habla con Rory y le dice que no quiere tener una hija a la que le haya inculcado cierto miedo al decir cosas como "Te amo". Finalmente, Rory se amista con Lorelai y con Lane; y Max le pregunta a Lorelai si piensa decirles a sus amigos y familia sobre su relación.

## Curiosidades
- Cuando Lorelai entra a Doose's, Rory le pregunta si es miércoles y ella responde que no. Ese día ella va donde sus abuelos y Lorelai la recoge al día siguiente, diciendo que el día de mañana habría cena. Eso quiere decir que aquel día (cuando fue a Doose's) sí era miércoles.
- ¿No notó Sookie que Max y Lorelai habrían vuelto cuando fue a casa de Lorelai?
- En este episodio Emily afirma que Chilton está a 10 minutos de su casa, cuando en el primer episodio dijo que estaba a sólo 5.
- Luego de la escena en que Paris tira el libro, este aparece de nuevo sobre la carpeta. Al sonar el timbre, el libro aparece de nuevo en el suelo.

- Datos: Q11697135